# Gargara zonatus
Gargara zonatus är en insektsart som beskrevs av Matsumura. Gargara zonatus ingår i släktet Gargara och familjen hornstritar. Inga underarter finns listade i Catalogue of Life.